# Ернесто Седільо
Ернесто Седільо Понсе де Леон (ісп. Ernesto Zedillo Ponce de León; нар. 27 грудня 1951, Мехіко, Мексика) — президент Мексики з 1 грудня 1994 по 30 листопада 2000 року. Після нього закінчився термін безперервного управління країною Інституційно-революційної партії, представники якої були президентами Мексики кілька десятиліть. Інституційно-революційна партія повернулася до влади в 2012 році, коли президентом став Енріке Пенья Ньєто.

## Біографія
Народився в Мехіко, проте незабаром після його народження родина перебралася в пошуках роботи в Мехікалі і залишалася там до 1965 року. У 1969 році вступив до Національного політехнічного інституту Мексики, в 1972 році закінчив його, а в 1974 році здобув ступінь доктора філософії в Єльському університеті. У 1971 році вступив у Інституційно-революційну партію.
Працював у Банку Мексики, в 1987 році був призначений заступником керівника відділу в міністерстві (секретаріаті) планування та бюджету, в 1988 році очолив відділ. У 1992 році був призначений міністром (секретарем) освіти, в 1993 році пішов з посади, щоб взяти участь у виборчій кампанії Луїса Дональдо Колосіо на пост президента. Однак 23 березня 1994 Колосіо був убитий в Тіхуані, і новим кандидатом від ІРП став Седільо. 21 серпня 1994 Седільо був обраний новим президентом, отримавши 17181651 (48,69 %) голосів виборців проти 9146841 (25,92 %) у найближчого конкурента — Дієго Фернандеса де Севальоса з Партії національної дії.
Незабаром після вступу Седільо на пост президента в країні різко загострилася фінансова криза, що почалася раніше. 20 грудня 1994 уряд оголосив про 27 % девальвації мексиканського песо, за чим стався швидкий відплив іноземних інвестицій, що раніше забезпечували значну частину приросту ВВП. Усього за час кризи курс долара виріс від 3,4 до 8,7 песо. За цим сталися численні банкрутства і, як наслідок, швидке зростання безробіття. Більшість оглядачів пов'язувала кризу з діяльністю екс-президента Карлоса Салінаса. 3 січня 1995 була опублікована програма виходу з кризи, що включала пункти про скорочення зовнішньоторговельного дефіциту, відновлення макроекономічної стабільності, мінімізацію ефектів девальвації, заморожування зарплати і скорочення державних витрат. США, МВФ, Євросоюз і Японія надали Мексиці фінансову допомогу в розмірі більш ніж 50 мільярдів доларів.
У 1995 році було підписано угоду про перемир'я з Сапатиською Армією Національного Визволення. Незважаючи на це, САНВ далі перебуває в опозиції до уряду.
Після виходу у відставку в 2000 році (у Конституції країни виключено повторне висунення в президенти) викладає в Єльському університеті, а також працює в наглядових радах і радах директорів декількох великих компаній — Coca-Cola, Procter & Gamble, Alcoa, Citigroup та інших.